# NGC 3758
NGC 3758 est une galaxie spirale relativement éloignée et située dans la constellation du Lion. NGC 3758 a été découverte par l'astronome britannique Ralph Copeland en 1874.

## Caractéristiques

### Distance
Sa vitesse par rapport au fond diffus cosmologique est de 9 274 ± 23 km/s, ce qui correspond à une distance de Hubble de 136,8 ± 9,6 Mpc (∼446 millions d'al).

### Émission de radiation ultraviolette
NGC 3758 est une galaxie dont le noyau brille dans le domaine de l'ultraviolet. Elle est inscrite dans le catalogue de Markarian sous la cote Mrk 739 (MK 739). De plus, elle présente une large raie HI.

### Galaxie de Seyfert
NGC 3758 est une galaxie active de type Seyfert 1.

## Un double noyau
NGC 3758 présente un double noyau qui est très visible sur l'image de l'étude SDSS. Il s'agit d'un cas de fusion de deux galaxies. En 2011, une étude réalisée par le télescope spatial Swift et par l'observatoire de rayons X Chandra de la NASA a permis de trouver un deuxième trou noir supermassif dans cette galaxie, confirmant ainsi qu'il s'agit bien d'un cas de fusion de deux galaxies chacune dotée de leur propre trou noir à l'origine. La distance qui sépare les deux noyaux contenant les trous noirs et d'environ 11 000 années-lumière et les deux noyaux présentent une activité (AGN).